# Санто (Франція)
Санто́ (фр. Santeau) — муніципалітет у Франції, у регіоні Центр — Долина Луари, департамент Луаре. Населення — 393 особи (01.01.2021).
Муніципалітет розташований на відстані близько 85 км на південь від Парижа, 29 км на північний схід від Орлеана.

## Демографія
Динаміка населення (INSEE ):

## Економіка
2010 року серед 226 осіб працездатного віку (15—64 років) 191 була активною, 35 — неактивними (показник активності 84,5%, у 1999 році було 82,5%). З 191 активної мешканців працювали 183 особи (98 чоловіків та 85 жінок), безробітними було 8 (4 чоловіки та 4 жінки). Серед 35 неактивних 12 осіб було учнями чи студентами, 14 — пенсіонерами, 9 були неактивними з інших причин.

У 2010 році в муніципалітеті числилось 144 оподатковані домогосподарства, у яких проживали 378,5 особи, медіана доходів виносила 20 013 євро на одного особоспоживача